# Ford (Shropshire)
Ford – wieś w Anglii, w hrabstwie Shropshire. Leży 8 km na zachód od miasta Shrewsbury i 231 km na północny zachód od Londynu.